# Ghostland
Ghostland (no Brasil: A Casa do Medo: Incidente em Ghostland) é um filme de terror psicológico e suspense de 2018 dirigido por Pascal Laugier. 
Ghostland foi exibida em competição no Festival international du film fantastique de Gérardmer, onde ganhou três prêmios, incluindo o Grande Prêmio.

## Sinopse
Pauline herda uma casa  de sua falecida tia e então decide morar lá com suas duas filhas, Beth e Vera. Durante a primeira noite, uma gangue de violentos invasores ataca o lugar e Pauline faz de tudo para proteger as crianças. Dezesseis anos depois, uma das filhas agora adultas retorna à casa para visitar sua mãe e irmã.

## Elenco
- Crystal Reed como Elizabeth "Beth" Keller
  - Emilia Jones como Beth jovem
- Anastasia Phillips como Vera
  - Taylor Hickson como Vera jovem
- Mylène Farmer como Pauline